# حوری (عجب‌شیر)
حوری یکی از روستاهای استان آذربایجان شرقی است که در دهستان دیزجرود شرقی بخش قلعه‌چای شهرستان عجب‌شیر واقع شده‌است.
جمعیت این روستا بر پایهٔ نتایج سرشماری عمومی نفوس و مسکن سال ۱۳۸۵ خورشیدی، برابر با ۱٬۰۴۱ نفر بوده‌است.